# Кимильтейское муниципальное образование
Кимильтейское муниципальное образование — муниципальное образование со статусом сельского поселения в Зиминском районе Иркутской области России. 
Административный центр — село Кимильтей.

## История
Образовано в 2004 году. В июне 2022 года в Кимильтейское сельское поселение было включено упразднённое Буринское муниципальное образование.

## Население
| 2010  | 2011  | 2012  | 2013  | 2014  | 2015  | 2016  |
| ----- | ----- | ----- | ----- | ----- | ----- | ----- |
| 2775  | ↘2773 | ↗2885 | ↗2937 | ↗2958 | ↘2933 | ↘2863 |
| 2017  |       |       |       |       |       |       |
| ↘2796 |       |       |       |       |       |       |

По результатам Всероссийской переписи населения 2010 года численность населения муниципального образования составила 2775 человек, в том числе 1358 мужчин и 1417 женщин.

## Населённые пункты
В состав сельского поселения входят 8 населённых пунктов:
| № | Населённый пункт | Тип                 | Население |
| - | ---------------- | ------------------- | --------- |
| 1 | Кимильтей        | село                | ↗1933     |
| 2 | Баргадай         | село                | ↘365      |
| 3 | Буря             | село                | ↘217      |
| 4 | Кундулун         | село                | ↗113      |
| 5 | Перевоз          | посёлок ж/д станции | ↗118      |
| 6 | Перевоз          | село                | ↗435      |
| 7 | Феофановский     | участок (нп)        | ↗34       |
| 8 | Черемшанка       | деревня             | ↗269      |

Исчезнувшие населённые пункты
- Копылова заимка
- Кяхта (в составе села Баргадай)
- Обуздино (в составе села Баргадай)[12] [13]
- Талый Ключ
- Улус 2-й
- Медведевский (Медвежка)
- Крюковский (Крюково)
- Мостовой
- Курликовский (Курлик)
- Минский (Минск)
- Качегир
- Смуглый
- Сборный[14][15]